# Роклін (Каліфорнія)
Роклін (англ. Rocklin) — місто (англ. city) в США, в окрузі Пласер штату Каліфорнія. Населення — 71 601 особа (2020).

## Географія
Роклін розташований за координатами 38°48′29″ пн. ш. 121°15′1″ зх. д. / 38.80806° пн. ш. 121.25028° зх. д. (38.808041, -121.250365).  За даними Бюро перепису населення США в 2010 році місто мало площу 50,75 км², з яких 50,61 км² — суходіл та 0,14 км² — водойми.

### Клімат
| Клімат : Роклін                                                          | Клімат : Роклін | Клімат : Роклін | Клімат : Роклін | Клімат : Роклін | Клімат : Роклін | Клімат : Роклін | Клімат : Роклін | Клімат : Роклін | Клімат : Роклін | Клімат : Роклін | Клімат : Роклін | Клімат : Роклін | Клімат : Роклін |
| Показник                                                                 | Січ.            | Лют.            | Бер.            | Квіт.           | Трав.           | Черв.           | Лип.            | Серп.           | Вер.            | Жовт.           | Лист.           | Груд.           | Рік             |
| Абсолютний максимум, °C                                                  | 23,9            | 25,6            | 30,0            | 36,7            | 41,7            | 43,3            | 46,1            | 43,3            | 43,9            | 38,9            | 30,6            | 24,4            | 46,1            |
| Середній максимум, °C                                                    | 11,7            | 15,6            | 17,8            | 21,7            | 26,7            | 31,1            | 34,4            | 33,3            | 30,6            | 25,0            | 17,2            | 12,2            | 23,1            |
| Середня температура, °C                                                  | 7,8             | 10,6            | 12,2            | 15,6            | 18,9            | 22,8            | 25,6            | 24,4            | 22,8            | 18,3            | 12,2            | 8,3             | 16,6            |
| Середній мінімум, °C                                                     | 3,9             | 5,6             | 6,7             | 8,9             | 11,7            | 14,4            | 16,1            | 16,1            | 14,4            | 11,1            | 6,7             | 3,9             | 10,0            |
| Абсолютний мінімум, °C                                                   | −6,1            | −5              | −2,8            | 0,6             | 2,2             | 6,1             | 8,9             | 7,8             | 5,0             | −0,6            | −2,8            | −8,9            | −8,9            |
| Норма опадів, мм                                                         | 101             | 88              | 78              | 40              | 15              | 3               | 1               | 2               | 9               | 27              | 71              | 85              | 520             |
| ------------------------------------------------------------------------ | --------------- | --------------- | --------------- | --------------- | --------------- | --------------- | --------------- | --------------- | --------------- | --------------- | --------------- | --------------- | --------------- |
| Джерело: http://www.myforecast.com/bin/climate.m?city=12122&metric=false |                 |                 |                 |                 |                 |                 |                 |                 |                 |                 |                 |                 |                 |

## Демографія
Згідно з переписом 2010 року, у місті мешкали 56 974 особи в 20 800 домогосподарствах у складі 15 060 родин. Густота населення становила 1123 особи/км².  Було 22010 помешкань (434/км²).
Расовий склад населення:
| - 82,6 % — білих - 7,2 % — азіатів - 1,5 % — чорних або афроамериканців - 0,7 % — корінних американців - 0,3 % — вихідців з тихоокеанських островів - 2,7 % — осіб інших рас |

До двох чи більше рас належало 5,0 %. Частка іспаномовних становила 11,5 % від усіх жителів.
За віковим діапазоном населення розподілялося таким чином: 27,4 % — особи молодші 18 років, 61,7 % — особи у віці 18—64 років, 10,9 % — особи у віці 65 років та старші. Медіана віку мешканця становила 36,7 року. На 100 осіб жіночої статі у місті припадало 94,0 чоловіків;  на 100 жінок у віці від 18 років та старших — 90,4 чоловіків також старших 18 років.
Середній дохід на одне домашнє господарство  становив 96 430 доларів США (медіана — 80 177), а середній дохід на одну сім'ю — 108 689 доларів (медіана — 93 286). Медіана доходів становила 73 978 доларів для чоловіків та 53 139 доларів для жінок. За межею бідності перебувало 8,6 % осіб, у тому числі 9,7 % дітей у віці до 18 років та 7,6 % осіб у віці 65 років та старших.
Цивільне працевлаштоване населення становило 27 966 осіб. Основні галузі зайнятості: освіта, охорона здоров'я та соціальна допомога — 21,5 %, роздрібна торгівля — 13,0 %, науковці, спеціалісти, менеджери — 12,4 %.